# Sipos Dávid Günther
Hermann Sipos Dávid Günther (Budapest, 1987. június 14. –) magyar rádiós és televíziós műsorvezető, rendező.

## Életpályája
Édesapja Sipos Jenő, az MLSZ szóvivője. Gyermekkorában Ausztriában és Németországban is élt, végül a középiskolát Budapesten végezte. 14 éves korától dolgozik a Magyar Televízióban riporterként és műsorvezetőként. Később rendezőasszisztensként és technikai rendezőként is dolgozott televíziós és filmes területen. 2012 óta a Petőfi Rádió műsorvezetője volt. 2020 januárjában távozott.  2015-2018 között a Színház- és Filmművészeti Egyetem televíziós műsorkészítő szakos hallgatója volt. Jelenleg a Budapesti Közlekedési Központ senior sajtókommunikációs munkatársa.

## Munkássága műsorvezetőként
- Petőfi Rádió (2012-2020)
- A Dal (2017)
- Balatoni nyár (Duna TV)
- Petőfi TV (2015-2019)